# Río salvaje (película de 1960)
Río salvaje —cuyo título original en inglés es Wild River— es una película estadounidense de 1960 dirigida por Elia Kazan y protagonizada por Montgomery Clift y Lee Remick. El guion es de Paul Osborn y está basado en dos novelas de autores diferentes: Dunbar's Cove, de Borden Deal, y Mud on the Stars, de William Bradford Huie. Es un drama rural que muestra el enfrentamiento entre los terratenientes y la Autoridad del Valle del Tennessee. Fue incluida en la selección de las diez películas más destacadas del año por el National Board of Review.

## Reparto
- Montgomery Clift como Chuck Glover
- Lee Remick como Carol Garth Baldwin
- Jo Van Fleet como Ella Garth
- Albert Salmi como Hank Bailey
- Jay C. Flippen como Hamilton Garth
- James Westerfield como Cal Garth
- Barbara Loden como Betty Jackson
- Frank Overton como Walter Clark
- Malcolm Atterbury como Sy Moore

No acreditados
- Mark Anthony como  Empleado de noche
- Ross Apperson como Attorney Armstrong
- Big Jeff Bess como Joe John Garth
- James Campbell
- Donna Carnegie
- Bruce Dern como Jack Roper
- Mike Dodd como Sheriff Hogue
- John Dudley como Todd
- David Ferrell
- James Hampton
- Judy Harris como Barbara Baldwin
- Pat Hingle como Narrador (voz)
- Robert Earl Jones como Sam Johnson
- Grover Lawson como Conductor de bus
- Jim Menard como Jim Baldwin Jr.
- Mark Menson como Winters
- Joe Penner como Él mismo
- Patricia Perry como Mattie
- Alfred E. Smith como Thompson
- Edna Snapp como Esposa del Juez de paz
- Jim Steakley como Mayor Tom Maynard
- Earl Williamson
- C.C.L. Wray como Juez de paz